# الحلوق (قفل شمر)

تعديل مصدري - تعديل

الحلوق هي إحدى قرى عزلة الدانعي بمديرية قفل شمر التابعة لمحافظة حجة، بلغ تعداد سكانها 201 نسمة حسب تعداد اليمن لعام 2004.